# NME
New Musical Express, popularment conegut com a NME, és un setmanari musical del Regne Unit que ha estat publicant-se des de març de 1952. Es va fer particularment popular durant l'era punk. La revista ha estat molt criticada des d'alguns sectors per la seva inclinació envers certes formacions indie i també ha rebut crítiques que asseguren que promociona bandes per a després destrossar-les. Tanmateix, s'ha mantingut des de la seva fundació com un dels puntals de referència de la música popular britànica.
El 1996 es va llançar la seva versió on-line, convertint-se de seguida en el web musical més transitat, amb més de 7 milions d'usuaris al mes. Malgrat aquesta popularitat, les vendes en paper a inicis del 2014 eren de només 15.380 exemplars.
El setembre de 2015 es va remodelar com revista gratuíta amb publicitat, arribant al màxim històric de 307.217 exemplars setmanals, superior als 306.881 registrats el 1964 en el moment de màxima popularitat dels Beatles.
Al desembre del 2017, però, segons l'agència de control de difusió britànica, la distribució mitjana de NME havia caigut a 289.432 exemplars a la setmana, tot i que el seu editor, Time Inc. UK, afirmava tenir més de 13 milions d'usuaris únics al mes a tot el món, incloent-hi 3 milions al Regne Unit.
El març de 2018 l'editor va anunciar que, després de 66 anys, l'edició paper de NME es deixaria de fer, quedant com a capçalera exclusivament on-line.

## Història

### 1950
La primera edició del setmanari va ser publicada el 7 de març de 1952, després que la Music and Accordion Weekley fos comprada pel promotor musical de Londres, Maurice Kinn, i rellançada com el New Musical Express (comunament escurçat a NME). Va ser inicialment imprès en un paper no-brillant per a diari de format estàndard. El 14 de novembre del mateix any, prenent com tàctica la Billboard Magazine dels Estats Units, va crear la primera cartellera de senzills del Regne Unit. La primera d'aquestes, en contrast amb les més recents, era un top 12 investigat pel setmanari per si mateix a partir de vendes en botigues de discos regionals al voltant del Regne Unit. El primer nombre u va ser "Here in my Heart" d'Al Martino.

### 1960
Durant els anys 60, va fer competir als nous grups britànics que emergien en aquell moment; The Beatles i The Rolling Stones eren els grups emergents més notables d'aquesta era, i constantment, era portada del setmanari.
El final de la dècada dels anys 60 va veure al paper el naixement del psicodèlic i el domini continu dels grups britànics en aquella època. Va ser a finals dels 60, que la música pop va començar a ser anomenada rock, i als grups se'ls va començar a cridar bandes. Durant aquest període (i durant molts anys després) el setmanari va entrar en una tensa rivalitat amb altres setmanaris de música contemporanis com Melody Maker, Disc, Record Mirror i Sounds.
Les vendes de NME van ser considerables, arribant a vendre 200.000 exemplars a la setmana. Tanmateix, les coses estaven destinades a canviar.

### 1970
Durant els primers anys 70, el NME havia perdut terreny en relació amb Melody Maker, i la seva cobertura musical havia fallat en voler mantenir el pas amb el desenvolupament de la música rock, seguint l'adveniment del Rock progressiu i la psicodèlia, ambdós molt populars en aquell temps. El 1972, amb el setmanari a punt del tancament pel seu amo IPC (qui havia comprat el setmanari a Kinn el 1963), Alan Smith va ser nomenat editor i la cobertura del setmanari va canviar ràpidament d'un punt acrític i respectuós del món de l'espectacle a una mica més enginyós, cínic i graciós que qualsevol altre setmanari hagués tingut (amb una influència propera a escriptors com Tom Wolfe i Lester Bangs). Per aconseguir això, Smith va fer una incursió en la premsa underground a la recerca dels seus millors escriptors com Charles Shaar Murray i Nick Kent, i també reclutar a altres escriptors com Tony Tyler i Ian MacDonald. Com a resultat de la seva incorporació de reporters "independents" de la part d'enfora de l'escena musical, en l'argot dels músics va ser ràpidament conegut "The Enemy" (L'Enemic) per les seves crítiques potents, tanmateix, van apreciar els components d'una jove generació de jugadors.
Per quan Smith va lliurar la cadira d'editor a Nick Logan (qui després llançaria Smash Hits i The Face) a mitjan 1973, el setmanari estava venent prop de 300.000 exemplars a la setmana i estava destrossant els seus altres rivals. Però la NME va tornar a ser vista com a desactualitzada i per a 1976 una cosa nova canviaria dràsticament la indústria de la música i, inevitablement, NME.
1976 va veure el Punk arribar fins a una escena musical estancada i NME, com les altres publicacions "especialitzades", va ser lent en el reportatge d'aquest nou fenomen. La NME seria motiu de burla per part dels Sex Pistols en les lletres de la seva cançó "Anarchy In The UK" cantat als seus rivals més per la facilitat de la cançó que per alguna altra raó.
Per ajudar-se en les vendes, NME va posar un famós anunci "pistolers joves" perquè s'unissin al seu equip editorial. Això va resultar en la reclutació de Tony Parsons i Julie Burchill. Aquest parell ràpidament va sacsejar al setmanari i ràpidament es van convertir en campions en l'escena punk i li van donar un nou to al setmanari. Bandes que només uns mesos abans havien criticat al setmanari ara estaven més que impacients de ser inclosos en el mateix. Logan havia portat al setmanari a ser un essencial en la vibrant escena musical.
El 1978 Logan va partir, i el seu substitut Neil Spencer es va convertir en l'editor. Una de les seves primerenques tasques va ser la de dur a terme el redisseny del setmanari per Barney Bubbles, que incloïa el, fins ara encara usat, logo del setmanari (encara que en una forma més moderna) - aquest va fer la seva primera aparició cap al final de 1978. El temps de Spencer com a editor també va coincidir amb l'aparició del postpunk en bandes com Gang Of Four. Aquest desenvolupament va ser reflectit als articles d'Ian Penman i Paul Morley, i la intensa prosa postmodernista d'aquests confonia així com informava i educava els lectors. Danny Baker, que va començar com a escriptor a Nme a prop d'aquest temps, tenia un estil més dret i populista.
El setmanari també es va tornar una mica més obertament polític durant l'era punk. Sovint la seva portada cobria problemes orientats a la joventut en comptes d'actes musicals. El setmanari també va formar part en la guerra contra els partits polítics racistes com el National Front. L'elecció de Margaret Thatcher el 1979 portaria al setmanari a prendre una posició molt més socialista en la dècada següent.

### 1980
La direcció que portava NME va començar a evolucionar i ramificar-se a començaments de la dècada. La música pop a començaments dels vuitanta estava diversificant-se, i la línia de crítica va començar a prendre un matís més ideològic.

### 2000+
Durant aquesta època, continuen les crítiques a la revista, centrats en la classificació dels subgèneres indie rock i rock alternatiu, i el tractament del món indie. Exemple d'això són bandes referenciades a la revista com Panic! at the disco, The Used i Jimmy Eat World.
També ha esmentat molt a la banda Arctic Monkeys, el setmanari va classificar el seu cantant Alex Turner com l'home més "Cool" del planeta l'any 2005.

#### 2008
- 6 de maig: llançament exclusiu d'un disc vinil, amb dos nous temes de Coldplay junt amb la revista NME.
  - Violet Hill - que apareix al quart àlbum, Viva la Vida or Death and All His Friends.
  - A Spell A Rebel Yell - track nou i exclusiu, només disponible amb NME.

#### 2018
NME es deixa de publicar en paper i esdevé una revista exclusivament on-line.